# NGC 6608
NGC 6608 (другие обозначения — MCG 10-26-24, FGC 2194, PGC 61556) — галактика в созвездии Дракон.
Этот объект входит в число перечисленных в оригинальной редакции «Нового общего каталога».